# Ireneusz Loth
Ireneusz Loth (ur. 25 marca 1964) – polski muzyk, perkusista, założyciel i były członek zespołu Kat.

## Życiorys
Loth założył zespół KAT wraz z Piotrem Luczykiem na przełomie 1979 i 1980 roku. Początkowo wykonywali muzykę instrumentalną, po przyjściu wokalisty Romana Kostrzewskiego zwrócili się w stronę New Wave of British Heavy Metal oraz thrash metalu. Zespół przechodził perturbacje i zmiany personalne, ale Loth brał udział w nagraniu każdej płyty.
Po rozpadzie w 1999 roku zaangażował się w inne projekty muzyczne. Wziął udział w nagraniu albumu Cień Kapelusza zespołu Romana Wojciechowskiego Pazur, z którym również koncertował (m.in. na Przystanku Woodstock'99). Trafił do niemieckiego zespołu PIK, grał na zlocie fanów grupy Metallica. Wziął udział w trasie koncertowej z zespołem Alkatraz, założonym przez byłych członków Kata. Trasa była pierwszym krokiem w kierunku reaktywacji zespołu, co ostatecznie stało się faktem w 2002 roku. Razem z pozostałymi muzykami ruszył na trasę Somewhere in Poland 2002 oraz grał na zarejestrowanym na DVD koncercie w Hali Ludowej we Wrocławiu.
Jednak w 2004 roku nastąpiły spięcia w zespole. W 2005 roku wraz z byłym wokalistą i autorem tekstów zespołu Kat zmienił nazwę zespołu na Kat & Roman Kostrzewski aby odseparować się od części Kata powiązanej z Piotrem Luczykiem.
Na początku 2019 roku muzyk rozstał się z grupą KAT & Roman Kostrzewski i przeszedł do zespołu Dragon, z którym rozstał się w 2020.

## Dyskografia
KAT
- Metal and Hell (1986, Ambush Records)
- 666 (1986, Klub Płytowy Razem)
- Oddech wymarłych światów (1988, Pronit)
- Bastard (1992, Silton)
- Ballady (1993, Stuff)
- ...Róże miłości najchętniej przyjmują się na grobach (1996, Silverton)
- Szydercze zwierciadło (1997, Silverton)